# JR貨物UF46A形コンテナ
UF46A形コンテナ（UF46Aがたコンテナ）は、日本貨物鉄道（JR貨物）輸送用として籍を編入している31 ft私有コンテナ（冷凍コンテナ）である。
形式の数字部位 「 46 」は、コンテナの容積を元に決定される。このコンテナ容積46 m3の算出は、厳密には端数四捨五入計算の為に、内容積45.5 m3 - 46.4 m3の間に属するコンテナが対象となる。また形式末尾のアルファベット一桁部位 「 A 」は、コンテナの使用用途（主たる目的）が 「 普通品の輸送 」を表す記号として付与されている。

## 番号毎の概要

### 38000番台
38001 - 38004
サーモライン所有。全高・全長規格外、コキ100系貨車積載限定。国土交通省認定、東京 - 札幌間実証実験輸送用。
38005 - 38010
園田陸運所有。全長9,410 mm（規格外）・全高2,600 mm（規格外）、最大総重量14.5 t、コキ100系貨車積載限定。

### 39500番台
39501 - 39505
園田陸運所有。

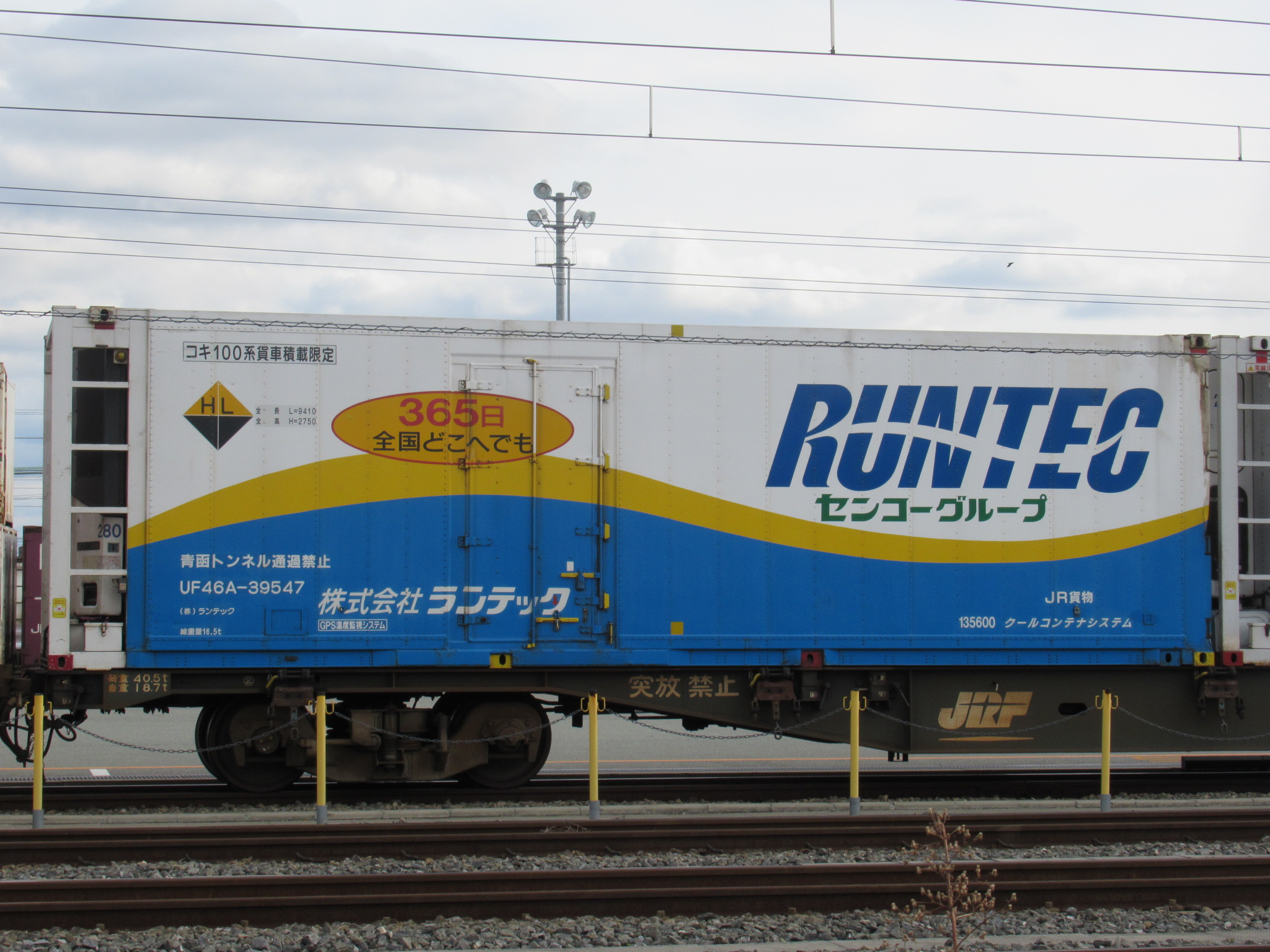
UF46A-39547

東京タ～福岡タ間で運用されていた。製造当初は仮のナンバーでUF41A-00001から00005で登録されていた。仮のナンバーだったのでガムテープの上に油性ペンで番号が書かれていた。
39506 - 39602
ランテック所有、コキ100系貨車積載限定、全て青函トンネル通過禁止。
製造時期によって表記やエンジンが異なる。
39506 - 39525:規格外HLGW、運用区間表記有り、コキ100系貨車積載限定、SUPER2(THERMO KING
製エンジン)
39526? - 39543:規格外HLG、運用区間表記有り、コキ100系貨車積載限定、SUPER2(THERMO KING製エンジン)
39544 - 不明:規格外HL、運用区間表記有り、コキ100系貨車積載限定、SUPER2(THERMO KING製エンジン)
不明 - 39583:規格外HL、運用区間表記無し、コキ100系貨車積載限定、SUPER2(THERMO KING製エンジン)
39584 - 39587:規格外HL、運用区間表記無し、コキ50000積載禁止枠有り、SUPER2(THERMO KING製エンジン)
39588 - 39597:規格外HL、運用区間表記無し、コキ50000積載禁止枠無し、SUPER2(THERMO KING製エンジン)
39598 - 39602:規格外HL、運用区間表記無し、コキ50000積載禁止枠無し、SBシリーズ(THERMO KING製エンジン)
後に39526?以降のグループは後にエンジンをTHERMO KING製のSBシリーズやSLXシリーズに換装しSUPER2で残っている個体は残存しない。最近はSBシリーズの個体もSLXシリーズのエンジンに換装が始まっている。また終盤に換装した個体は積載限定表記を消去した。新型のUF46Aにより初期のハローマーク全埋めのグループは消滅した。
39603 -　39607
廣川運送所有。2019年に運用終了し売却された。
39608 - 39681
ランテック所有。
UF45Aから再びこの形式に製造がシフトチェンジした。エンジンが薄型のSLXシリーズになりUF45Aの仕様でUF46Aの容量が実現できた。また側面の扉が廃止され妻一方開きとなった。